# Shangri-La (film, 2002)
Pour les articles homonymes, voir Shangri-La (homonymie).
Ne doit pas être confondu avec Shangri-La Suite.
Pour plus de détails, voir Fiche technique et Distribution.
Shangri-La (Kin'yû hametsu Nippon: Tôgenkyô no hito-bito) est un film japonais réalisé par Takashi Miike et sorti en 2002. Il est adapté d'un roman de Yūji Aoki.

## Fiche technique
- Réalisation : Takashi Miike
- Scénario : Yūji Aoki et Masakuni Takahashi
- Production : Kazushi Miki et Motomu Tomita
- Musique originale : Kôji Endô
- Photographie : Hideo Yamamoto
- Montage : Yasushi Shimamura
- Musique : Kōji Endō
- Langue : Japonais

## Distribution
- Sho Aikawa : le chef du village
- Shirô Sano : Kuwata
- Yu Tokui : Seisuke Umemoto
- Midoriko Kimura : Fusae
- Kogan Ashiya : Uehara
- Akaji Maro : Ookura Nagashima
- Takashi Ebata : Matsui
- Yojin Hino : Takeda
- Toshiki Ayata : Etô
- Houka Kinoshita : Umekawa
- Shigeru Muroi : Mari